# Nhâm Ngao
Nhâm Ngao (tiếng Trung: 任敖; bính âm: Ren Ao; ? - 179 TCN) là quan viên, công thần nhà Tây Hán trong lịch sử Trung Quốc.

## Cuộc đời
Nhâm Ngao là người huyện Bái, quận Tứ Thủy, là bạn tốt của đình trưởng Lưu Bang, làm quan coi ngục trong huyện.
Khoảng 210 TCN - 209 TCN, Lưu Bang dẫn dân phu trốn vào núi Mang Đãng. Huyện lệnh huyện Bái từng ngỏ ý cưới vợ của Lưu Bang là Lã Trĩ nhưng không được, nhân cơ hội sai người đến bắt giữ Lã Trĩ. Nhâm Ngao là quan quản lý ngục giam, biết chuyện nổi giận, đánh chấn thương viên lại phụ trách bắt người.
Năm 209 TCN, Lưu Bang nổi dậy, Nhâm Ngao lấy thân phận khách đi theo, địa vị ngang với Tiêu Hà, Lã Trạch, Lư Quán. Khoảng sau 207 TCN - 206 TCN, Ung Xỉ đem ấp Phong hàng Lưu Bang, Nhâm Ngao được phong ngự sử, trấn thủ ấp Phong hai năm.
Khoảng 202 TCN - 201 TCN, Nhâm Ngao giữ chức quận thú Thượng Đảng. Năm 197, Trần Hi nổi dậy, cho quân tấn công Thượng Đảng. Nhâm Ngao thủ vững thành trì, chờ được đại quân đến.
Năm 196 TCN, Nhâm Ngao nhờ công lao trên mà thụ phong Quảng A hầu (廣阿侯), thực ấp 1.800 hộ, đất phong ở huyện Quảng A, quận Cự Lộc.
Năm 187 TCN, thời Lã hậu, Nhâm Ngao giữ chức Ngự sử đại phu thay Triệu Nghiêu. Năm 184, bị bãi chức.
Năm 179 TCN, Nhâm Ngao chết, thụy Ý hầu. Con trai là Nhâm Kính (任敬) tập tước.

## Mộ địa
Thời Đường, mộ Nhâm Ngao thuộc huyện Chiêu Khánh, Triệu Châu, cách huyện lỵ 4 dặm về phía tây, thuộc Hình Đài ngày nay.